# Comuna Lastivka, Turka
Lastivka (în ucraineană Ластівка) este o comună în raionul Turka, regiunea Liov, Ucraina, formată din satele Korîtîșce, Lastivka (reședința) și Svîdnîk.

## Demografie
Componența lingvistică a comunei Lastivka
     Ucraineană (100%)
Conform recensământului din 2001, toată populația comunei Lastivka era vorbitoare de ucraineană (100%).